# Національна асамблея Південно-Африканської Республіки
Національна асамблея Південно-Африканської Республіки (англ. National Assembly of South Africa) — нижня палата парламенту Південно-Африканської Республіки. Складається з 400 депутатів. На виборах використовуються партійні списки і пропорційна виборча система, при цьому половина делегатів вибирається за загальнонаціональним списком, інша половина-за списками в 9 провінціях. Національна асамблея очолюється спікером. Останні вибори пройшли 22 квітня 2014 року, чинний спікер, Балека Мбете була обрана 21 травня 2014 року.